# 劉瑞璘
劉瑞璘（1859年—1929年），字绍闻，河南省開封府郑州人，清朝政治人物。同進士出身。

## 生平
光緒十八年（1892年）壬辰科三甲143名進士，以知县即用。历任陕西禮泉、华阴、凤翔、泾阳及直隶栾城等县知县。光绪三十年（1904年），前往日本考察政治，期间加入同盟会。
民国五年（1916年），纂修《郑县志》。同年，创办《郑州日报》。